# Casas de Don Antonio
Casas de Don Antonio ist ein Ort und eine Gemeinde  (municipio) mit 177 Einwohnern (Stand: 2024) in der Provinz Cáceres in der Autonomen Gemeinschaft Extremadura.

## Lage und Klima
Casas de Don Antonio liegt in einer Höhe von ca. 405 m. Durch die Gemeinde führt die Autovía A-66. Das Stadtzentrum von Cáceres befindet sich ca. 22 Kilometer nordnordwestlich. 

## Bevölkerungsentwicklung
| Jahr      | 1970 | 1981 | 1991 | 2001 | 2011 | 2021 |
| Einwohner | 434  | 249  | 270  | 228  | 195  | 157  |

## Sehenswürdigkeiten

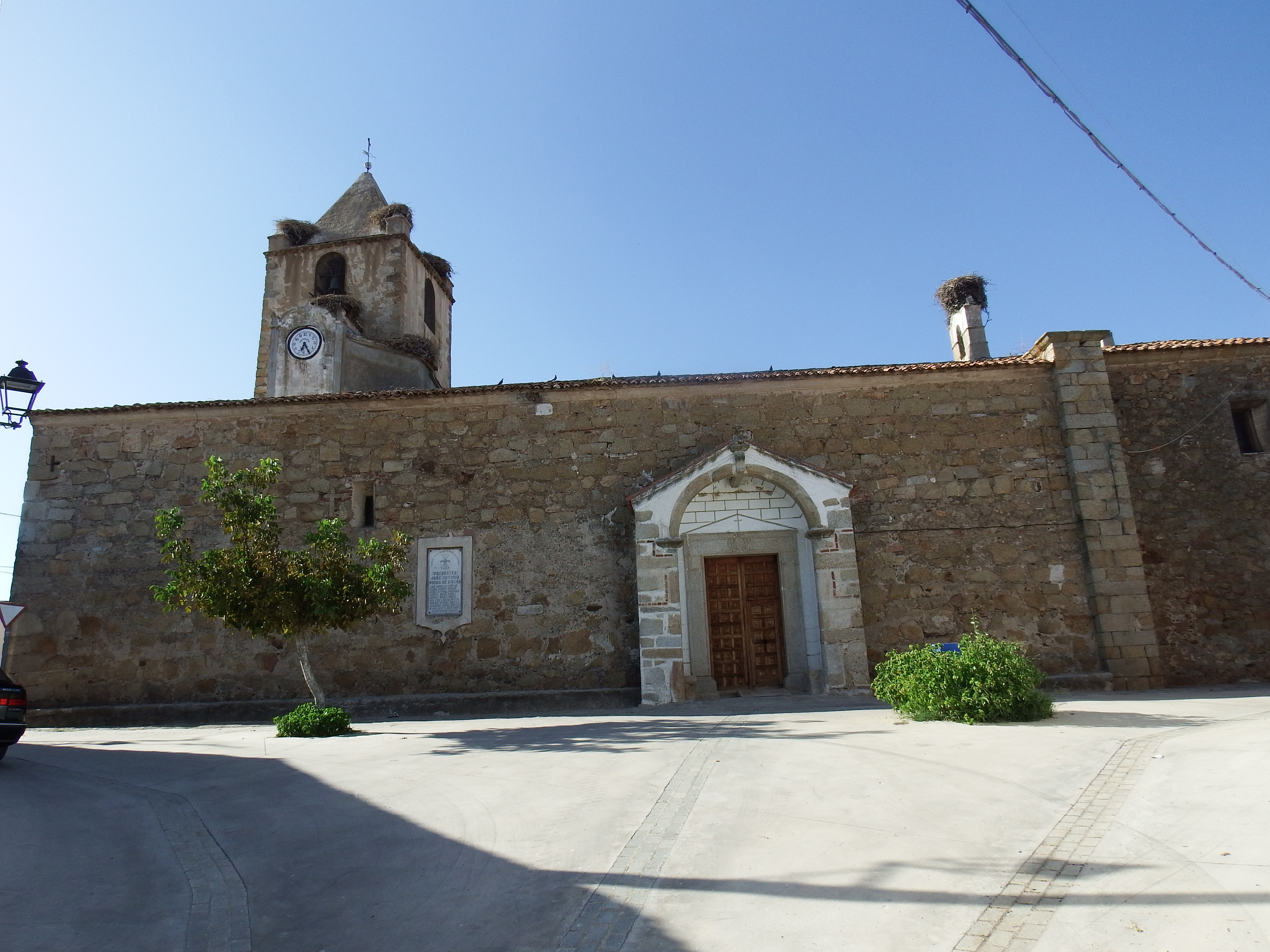
Kirche Mariä Himmelfahrt
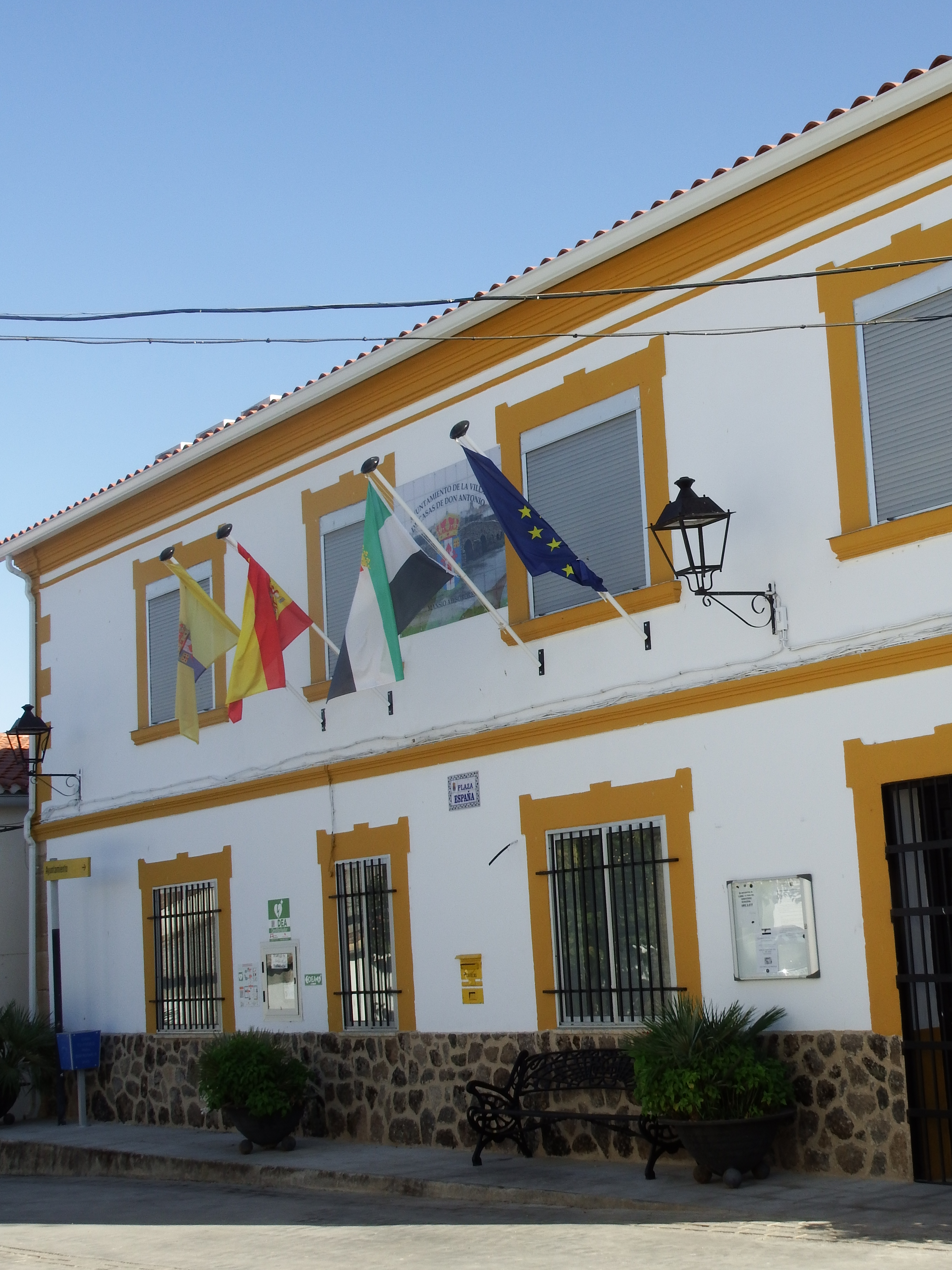
Marienkapelle

- Kirche Mariä Himmelfahrt
- Rathaus